# Serge Nigg
Serge Nigg  (Parijs, 6 juni 1924 - 12 november 2008) was een Frans toondichter.  

## Biografie
Nigg nam al vroeg deel aan het muziekleven met het symfonisch gedicht  Timour, geschreven op 19-jarige leeftijd,  en gecreëerd door het  Orchestre national de la Radiodiffusion française in 1944. 
In 1946 koos hij als een der eersten voor  de  richting van de dodecafonie en zou hierdoor een grote invloed  uitoefenen op de naoorlogse muziek. Nadien kiest hij voor een synthese tussen  deze techniek  en de Franse hedonistische traditie, met een zorgzaam raffinement en een harmonische schoonheid. Sinds 1989 was hij lid van de sectie toonkunst van de Franse Académie des Beaux-Arts en in 1995 voorzitter.

## Werken
- Concerto voor piano en blaasinstrumenten, 1943
- Concerto voor piano en strijkorkest, 1943
- Pianosonate nr. 1, 1943
- Timour, symfonisch gedicht, 1944
- Variaties voor piano en 10 instrumenten, 1946
- Vier melodieën op gedichten van  Paul Éluard, 1950
- Billard, ballet, 1950
- Pour un poète captif, symfonisch gedicht, 1951
- Concerto voor piano en orkest nr. 1, 1954
- Concerto voor viool en orkest, 1960
- Concerto voor fluit en strijkorkest, 1960
- Jérôme Bosch, symfonie, 1960
- Histoire d'œuf, muzikaal verhaal, gebaseerd op Blaise Cendrars, 1961
- Pour un Tombeau d'Anatole, 1961
- Visages d'Axël, 1965-67
- Fulgur, 1970
- Concerto voor piano en orkest No. 2, 1971
- Fastes de l'imaginaire, 1974
- Mirrors for William Blake, 1979
- Million d'oiseaux d'or, 1981
- Strijkkwartet
- Du clair au sombre, liedercyclus voor sopraan en kamerorkest, gebaseerd op gedichten van  Paul Éluard
- Arioso voor cello  en piano, 1987
- Concerto No. 1 voor altviool en orkest, 1987–1988
- Poème voor orkest, 1990
- Sonate voor piano en viool, 1996
- Tumultes voor piano, 1998
- Deux images de nuits voor piano, 1999
- Concerto No. 2 voor altviool en orkest, 2000

## Belangrijkste prijzen
Hij ontving vijf maal de  Grands Prix du disque voor zijn verschillende composities. Verder ontving hij in 
1958 de  Prix Italia (prijs van de  RAI), in 1974 de Grand Prix Musical de la ville de Paris, in  1978 de Grand Prix de la SACEM voor het geheel van zijn werk, in 1976 en in 1983, de Prix Florence Gould (Académie des Beaux-Arts) en in  1987 de Prix René Dumesnil (Académie des Beaux-Arts).
- Bibliothèque nationale de France: cb12250355x (data)
- Gemeinsame Normdatei: 119128500
- International Standard Name Identifier: 0000 0001 1473 2892
- Library of Congress Control Number: n81114210
- MusicBrainz: d0f98493-7087-42aa-bdad-e456c3e7cee9
- Nationale Bibliotheek van Tsjechië: mzk2011617796
- Nationale Bibliotheek van Israël: 987007594866005171
- Nationale Bibliotheek van Polen: a0000001263293
- Nederlandse Thesaurus van Auteursnamen: 097058394
- SNAC: w601242g
- Système universitaire de documentation: 031251889
- Virtual International Authority File: 59139480
- WorldCat: E39PBJwMFF37kb8VdYrybcT8md